# Cafius quadriimpressus
Cafius quadriimpressus is een keversoort uit de familie van de kortschildkevers (Staphylinidae). De wetenschappelijke naam van de soort is voor het eerst geldig gepubliceerd in 1846 door White.